# Нердлинген
Нердлинген (њем. Nördlingen) општина је у њемачкој савезној држави Баварска. Једно је од 43 општинска средишта округа Донау-Рис. Према процјени из 2010. у општини је живјело 19.119 становника. Посједује регионалну шифру (AGS) 9779194.

## Географски и демографски подаци
Нердлинген се налази у савезној држави Баварска у округу Донау-Рис. Општина се налази на надморској висини од 441 метра. Површина општине износи 68,1 km². У самом мјесту је, према процјени из 2010. године, живјело 19.119 становника. Просјечна густина становништва износи 281 становника/km².

## Међународна сарадња
| Мјесто    | Држава     | Врста сарадње | Од    |
| --------- | ---------- | ------------- | ----- |
|           | Француска  | партнерство   | 1970. |
| Вага Вага | Аустралија | партнерство   | 1967. |
| Извор     |            |               |       |